# Canadian-American Records
Canadian-American Records Ltd. es una compañía discográfica activa desde el año de 1957.

## Historia
La compañía fue iniciada en el año de 1959 por Gene Orndorf of Deering, y fundada por Leonard Zimmer, en Pensilvania (Estados Unidos) badado en su historia en el estado de Nueva York y en la provincia de Manitoba, en Estados Unidos y Canadá. 
Cuatro de los artistas más conocidos de la compañía son: el dúo Santo & Johnny, Don Costa (futuro padre de Nikka), la cantante Linda Scott y, en la década de 1970, el supergrupo de rock progresivo Emerson, Lake & Palmer.